# Lycaste imschootiana
Lycaste imschootiana là một loài thực vật có hoa trong họ Lan. Loài này được L.Linden & Cogn. mô tả khoa học đầu tiên năm 1893.